# والتر هاوك
والتر هاوك (بالألمانية: Walter Hauck)‏ هو جندي وضابط ألماني، ولد في 4 يونيو 1918، وتوفي في 6 نوفمبر 2006.